# Gratz College
 (juin 2023).
La mise en forme du texte ne suit pas les recommandations de Wikipédia : il faut le « wikifier ».
Les points d'amélioration suivants sont les cas les plus fréquents. Le détail des points à revoir est peut-être précisé sur la page de discussion.
- Les titres sont pré-formatés par le logiciel. Ils ne sont ni en capitales, ni en gras.
- Le texte ne doit pas être écrit en capitales (les noms de famille non plus), ni en gras, ni en italique, ni en « petit »…
- Le gras n'est utilisé que pour surligner le titre de l'article dans l'introduction, une seule fois.
- L'italique est rarement utilisé : mots en langue étrangère, titres d'œuvres, noms de bateaux, etc.
- Les citations ne sont pas en italique mais en corps de texte normal. Elles sont entourées par des guillemets français : « et ».
- Les listes à puces sont à éviter, des paragraphes rédigés étant largement préférés. Les tableaux sont à réserver à la présentation de données structurées (résultats, etc.).
- Les appels de note de bas de page (petits chiffres en exposant, introduits par l'outil «  Source ») sont à placer entre la fin de phrase et le point final[comme ça].
- Les liens internes (vers d'autres articles de Wikipédia) sont à choisir avec parcimonie. Créez des liens vers des articles approfondissant le sujet. Les termes génériques sans rapport avec le sujet sont à éviter, ainsi que les répétitions de liens vers un même terme.
- Les liens externes sont à placer uniquement dans une section « Liens externes », à la fin de l'article. Ces liens sont à choisir avec parcimonie suivant les règles définies. Si un lien sert de source à l'article, son insertion dans le texte est à faire par les notes de bas de page.
- La présentation des références doit suivre les conventions bibliographiques. Il est recommandé d'utiliser les modèles {{Ouvrage}}, {{Chapitre}}, {{Article}}, {{Lien web}} et/ou {{Bibliographie}}. Le mode d'édition visuel peut mettre en forme automatiquement les références.
- Insérer une infobox (cadre d'informations à droite) n'est pas obligatoire pour parachever la mise en page.

Pour une aide détaillée, merci de consulter Aide:Wikification.
Si vous pensez que ces points ont été résolus, vous pouvez retirer ce bandeau et améliorer la mise en forme d'un autre article.

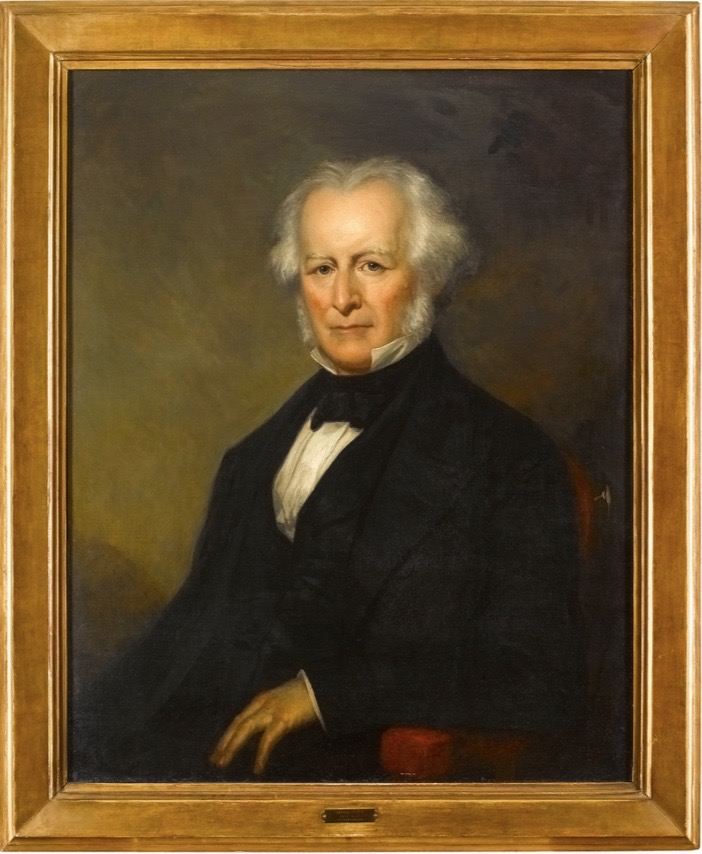
Hyman Gratz, 1776-1857

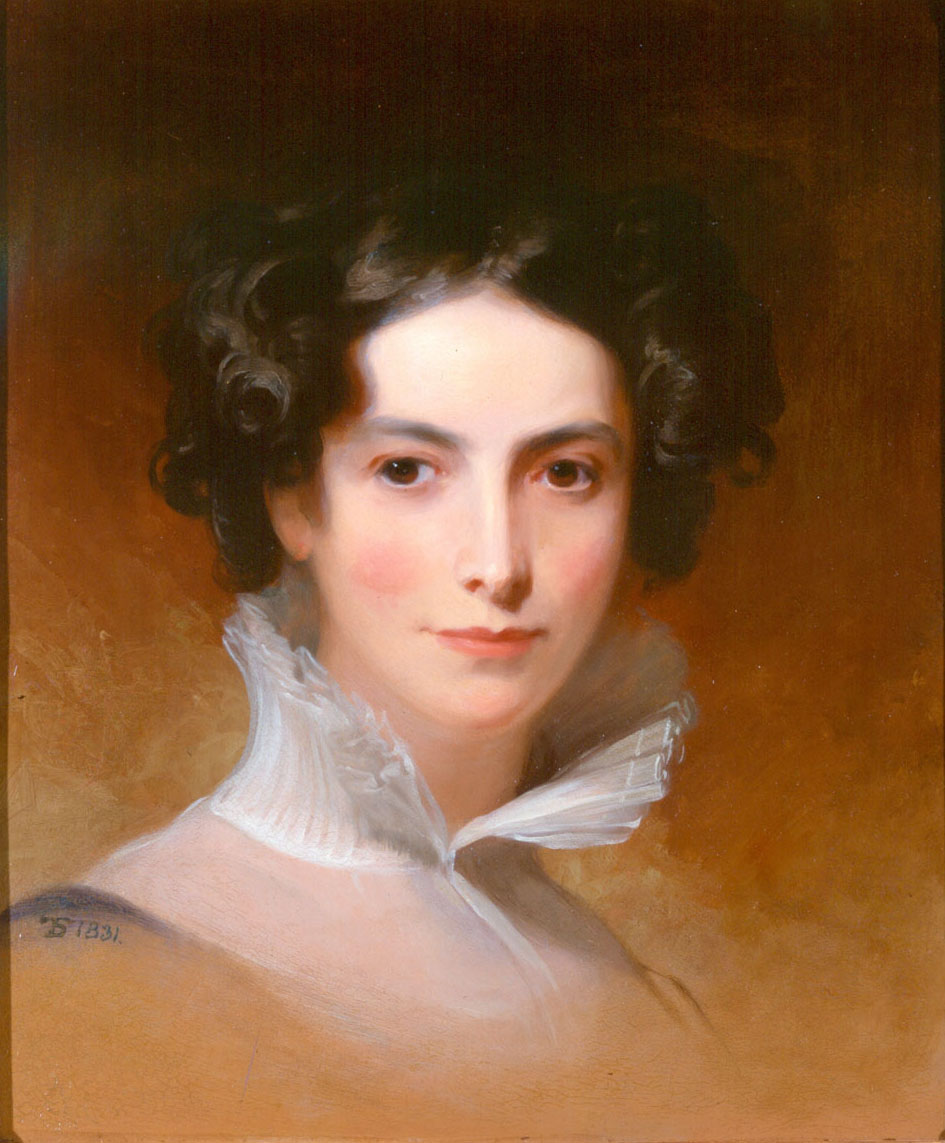
Rebecca Gratz, 1781–1869

La faculté de Gratz (Gratz College) est une faculté juive privée située à Melrose Park, en Pennsylvanie, la plus ancienne institution indépendante d'enseignement juif aux États-Unis. La faculté remonte à 1856 lorsque le banquier, philanthrope et leader communal Hyman Gratz et la Hebrew Education Society de Philadelphie (créée en 1849 par Rebecca Gratz et Isaac Leeser ) se sont réunis pour établir une fiducie pour créer une faculté d'enseignants hébreux. Gratz est une faculté d'arts libéraux située dans une banlieue et est principalement un campus de banlieue avec des cours en ligne.
En plus de ses programmes de premier cycle, de certificat d'études supérieures, de maîtrise et de doctorat, Gratz gère également des programmes culturels, des offres d'éducation pour adultes, un lycée communautaire juif et la bibliothèque Tuttleman pour les études juives. Gratz gère également des programmes de formations à distance, y compris le premier master d'études en ligne sur l'Holocauste et le Génocide. En outre, Gratz College est "la seule institution aux États-Unis à offrir ce diplôme de docteur en études sur l'Holocauste et le Génocide, par opposition au doctorat dans une discipline connexe, comme l'histoire ou la sociologie".  Le doctorat nouvellement disponible est le tout premier doctorat en ligne dans les études sur l'Holocauste et le Génocide.

## Histoire
En 1856, Hyman Gratz a signé un acte de fiducie pour créer une faculté après sa mort si divers héritiers mouraient sans enfants. La fiducie prévoyait «la création et le soutien d'une faculté pour l'éducation des juifs résidant dans la ville et le comté de Philadelphie». Hyman Gratz est décédé le 27 janvier 1857, à 81 ans, et le 15 octobre 1893, le dernier héritier nommé dans le testament est décédé sans enfant. Ainsi, le domaine de Gratz est devenu disponible pour créer la faculté. Le 20 mars 1895, les fiduciaires responsables de la création du collège ont reçu un peu plus de 105 000 $ de la fiducie pour créer la faculté. Elle a été officiellement fondée en février 1895.  À partir d'octobre 1895, la faculté a parrainé diverses conférences et autres programmes éducatifs.

### Une histoire académique précoce
En 1897, sous la direction du président du conseil d'administration, Moses A. Dropsie,  Gratz College a embauché les trois premiers professeurs: Henry M. Speaker (directeur, littérature juive), Arthur A. Dembitz (histoire juive), Isaac Husik ( Hébreu).  Les cours ont officiellement commencé en janvier 1898. Henry M. Speaker était diplômé de 1894 du Jewish Theological Seminary of America où il a étudié l'éducation juive.  Isaac Husik, alors qu'il enseignait à Gratz, a obtenu son doctorat. en philosophie de l'Université de Pennsylvanie en 1902. Il est resté à la faculté Gratz jusqu'en 1916, date à laquelle il est devenu professeur de philosophie à l'Université de Pennsylvanie. Arthur Dembitz était le cousin germain de Louis Dembitz Brandeis qui à l'époque était l'un des principaux avocats juifs des États-Unis et en 1916, il est devenu le premier juif à siéger à la Cour suprême des États-Unis.
Sur le modèle de la première éducatrice juive, Rebecca Gratz (la sœur de Hyman), les premières classes du Gratz College étaient axées sur la formation des enseignants. Les femmes sont acceptées et éduquées au même titre que les hommes. Il y avait huit femmes et cinq hommes dans la première classe de l'«après-midi» et la première classe du soir avait douze femmes et neuf hommes.  Les femmes ont été incitées à suivre une formation et se sont inscrites à Gratz pour devenir enseignantes dans divers aspects de la culture, de la littérature, de l'histoire et de la langue juives.

## Programmes universitaires

### Études supérieures
Gratz College a deux programmes de doctorat: docteur en études sur l'Holocauste et le génocide (Ph.D.) et docteur en éducation dans le leadership (Ed.D.). Les programmes de maîtrise de Gratz (MA et MS) comprennent: Master of Arts in Education (MAEd), Master of Arts in Holocaust and Genocide Studies,  Master of Arts in Jewish Professional Studies, Master of Arts in Jewish Communal Service, Master of Arts en études juives et Master of Science in Nonprofit Management. En 2018, Gratz a lancé un nouveau programme, un Master of Arts in Interfaith Leadership,  et en 2019, l'école a initié un Master of Science en administration de camp et leadership.

### Premier cycle
Gratz offre des programmes de premier cycle en études professionnelles juives et en études juives. En outre, un certificat de premier cycle en éducation juive est offert comme point de départ ou un coup de pouce à ceux qui sont déjà dans des établissements d'enseignement juifs et un certificat de diplôme de directeur de la petite enfance .

### Certificat d'études supérieures
En plus de leurs programmes d'études complets, Gratz propose des programmes de certificat d'études supérieures en science de l'éducation, une maîtrise plus en enseignement et apprentissage distingués (éducation), des études sur l'Holocauste et le Génocide, la gestion juive à but non lucratif, les études juives, le service communautaire juif et la gestion à but non lucratif .

### Éducation permanente des adultes
Des cours de perfectionnement professionnel pour les éducateurs (CEU) et des possibilités de formation juridique continue (CLE) sont offerts chaque année aux professionnels des environs. De plus, la communauté locale se voit proposer «Lunch and Learn», une série de conférences éducatives qui se tient mensuellement.

## Organisation et administration
Gratz College est un établissement d'enseignement à but non lucratif dirigé par un conseil d'administration de 31 membres. Le président actuel est le rabbin Lance J. Sussman, Ph.D., le président sortant est Michelle Portnoff, JD. Historiquement, la plupart des membres du Conseil d'administration vivaient dans le Grand Philadelphie, mais le conseil actuel compte également des membres de la Géorgie, de la Floride, du Maryland et de Colombie-Britannique. Le président actuel du Gratz College est Paul Finkelman, Ph.D, qui a pris ses fonctions en novembre 2017.

## Accréditation
Gratz est accrédité régionalement par la Middle States Association of Colleges and Schools.  Gratz a été accrédité pour la première fois en 1967  et en 2019 a été réaccrédité .  . La classification Carnegie 2015  est un programme spécial de quatre ans pour les autres institutions spécialisées.

## Anciens notables
- Bernice Abrams  (1936) - assistante sociale, militante juive, philanthrope
- Gershon Agron - Maire de Jérusalem 1955 - 1959
- Lori Alhadeff - militante et membre du conseil scolaire du comté de Broward
- Noam Chomsky, Ph.D. (1945) - linguiste, cognitiviste, historien, critique social et activiste politique
- Mark B. Cohen, (1972) - Juge à la Cour des plaidoyers communs, Philadelphie, Chambre des représentants (1974-2016)
- Arnold Dashefsky, Ph.D. (1963) - Professeur de sociologie à l'Université du Connecticut , directeur de la banque de données juive nord-américaine
- Isidore Dyen, Ph.D. (vers 1928) - linguiste, professeur émérite de linguistique malayo-polynésienne et comparée à l'Université de Yale
- Eric Goldman, Ph.D. (1970) - historien du cinéma, éducateur
- Rabbi Israel Goldstein (1911) - érudit, auteur, rabbin de la Congrégation B'nai Jeshurun dans l'Upper West Side de New York (1918-1960), fondateur de l'Université Brandeis (1946), président du Jewish National Fund of America (1934-1943 ) ,
- Cyrus H. Gordon, Ph.D. - érudit des cultures du Proche-Orient et des langues anciennes
- Le rabbin Samuel K Joseph, Ph.D. - Professeur de service distingué Eleanor Sinsheimer pour l'éducation juive et le développement du leadership, Hebrew Union College
- Le rabbin William E. Kaufman, Ph.D. - auteur de livres sur la philosophie juive
- Diane King, Ph.D. (1943) - professeur, érudit, Lifetime Achievement Award de la Jewish Educators Assembly
- Sora Eisenberg Landes (1950) - éducatrice juive, directrice fondatrice du centre Forman de la Perelman Jewish Day School dans le Grand Philadelphie
- Michael Levin (soldat) (cir 2000) - Soldat né aux États-Unis dans la Brigade de parachutistes des Forces de défense israéliennes (FDI), KIA 2006 au Liban
- Sandra Ostrowicz Lilenthal, MA (Gratz, 2007), Ed.D. (Gratz, 2014) - éducateur, développeur de curriculum, universitaire, récipiendaire du prix Covenant 2015
- Noam Pitlik - acteur, réalisateur, Emmy 1979 pour la réalisation exceptionnelle pour une série comique 31e Primetime Emmy Awards # Réalisation
- Claire Polin - compositrice américaine de musique classique contemporaine, musicologue et flûtiste
- Rabbi Sandy Eisenberg Sasso - auteur, première femme rabbin du judaïsme Reconstructionniste, avec son mari a formé le premier couple rabbinique de l'histoire juive
- Rose (Schwartz) Schmukler (1931) - artiste, poète
- Saul Wachs, Ph.D.  (1951) - éducateur, érudit juif, auteur
- Jonathan Rosenbaum, enseignant universitaire américain spécialiste de l'histoire biblique, de la paléographie et de l' épigraphie des anciennes langues sémitiques, et de l'histoire juive américaine.